# Brigham Young
Brigham Young (Whitingham, Vermont, 1801. június 1. – Salt Lake City, Utah, 1877. augusztus 22.) észak-amerikai utolsó napi szent felekezeti vezető, a Brigham Young Egyetem és a Utahi Egyetem alapítója.

## Életpályája
Egyszerű földbirtokos családból származott. 1832-ben megtért Az Utolsó Napi Szentek Jézus Krisztus Egyházába, ezen felekezet tanításait kezdte prédikálni az Ohio államban levő Kirtlandben. 1835-ben az egyház tizenkét apostolának egyikévé hívták el, majd misszionáriusként az új-angliai államokba küldték, ahol sokakat megtérített. Az egyháztagoknak Kirtlandból Missouriba, majd onnan Illinoisba történt kiűzése után 1844-ben Youngot választották meg az egyház vezetőjévé. Miután az egyháztagokat Illinoisból is kiűzték, az ő vezetése alatt vándoroltak Utahba, ahová hosszú és fárasztó utazás után 1847. július 24-én érkeztek meg. Az utánuk jövő utolsó napi szentekkel együtt megalapították Salt Lake City fővárossal a mormon territóriumot, melynek az Észak-amerikai Egyesült Államok elnöksége által kinevezett bírákkal, kormányzókkal sok nehéz küzdelme volt. Nagy érdemeket szerzett felekezete anyagi felvirágoztatása körül. 17 feleséget, 44 gyermeket és két millió dollárt hagyott maga után.